# Nissan Primera P11
Modelserien P11 fra den japanske bilfabrikant Nissan Motor var den anden generation af den store mellemklassebil Primera. Frem til det første facelift fandtes der ud over sedan og combi coupé (hatchback) ingen Traveller (stationcar). For at lukke dette hul blev stationcarudgaven af forgængeren fortsat produceret. Modellen blev i USA solgt under navnet Infiniti G20.

## Primera P11 (1996−1997)
Den officielle introduktion af Primera P11 fandt sted i juni 1996 som sedan og hatchback. En stationcarversion af denne model blev frem til første facelift ikke bygget, men i stedet blev forgængeren W10 Traveller fortsat bygget sideløbende med den almindelige P11. Den nye Primera var vokset i samtlige dimensioner og havde mere kabineplads end forgængeren. P11 udmærkede sig ligeledes ved stærkt forbedret sikkerhedsudrustning. Dermed var airbags og selestrammere til fører og forsædepassager og skivebremser på alle fire hjul med ABS som standardudstyr i samtlige versioner.
Undervognen blev ligeledes stærkt forbedret. Forakselkonstruktionen stammede stadigvæk fra forgængeren P10, mens bagakslen derimod var den såkaldte kompaktaksel som også blev benyttet i den mindre Almera.
- Bagfra
- Nissan Primera hatchback

### Udstyrsvarianter
- GX: Basisversion med servostyring og centrallåsesystem. Fandtes kun som 1,6.
- Si: Sportsligere basisversion med læderrat, sportssæder, hækspoiler og tågeforlygter. Fandtes kun som 1,6.
- SLX: Med veloursæder, el-ruder og el-spejle.
- SRi: Sportslig version med læderrat, sportssæder, sportsundervogn og hækspoiler.
- SE: Luksuriøs version med klimaanlæg, veloursæder, læderrat, kørecomputer, centrallåsesystem med fjernbetjening, alufælge samt mod merpris læderkabine. Fandtes kun som 2,0.
- GT: Topmodel med dellædersportssæder, læderrat, el-ruder, klimaanlæg, sportsundervogn, hækspoiler, kørecomputer, centrallåsesystem med fjernbetjening. Fandtes kun som sedan og som 2,0 150 hk.
- SportLine: Begrænset serie på 50 røde og 50 sorte biler. Baseret på GT og med samme udstyr samt sænkningsfjedre, 17" alufælge, sportspedaler og "Sportline"-skrifttræk.[4]

### Motorer
Ved introduktionen fandtes Primera P11 med tre benzin- og én dieselmotor. Benzinmotorerne var med lettere modifikationer hentet fra forgængeren P10, kun en 2,0-litersmotor med 130 hk var ny i programmet. Som alternativ til benzinmotorerne fandtes der en 2,0-liters turbodiesel med hvirvelkammerindsprøjtning og 90 hk. Turbodieselmotoren var ikke nyudviklet, men var derimod den fra P10, Sunny og Almera kendte CD20-motor. Til brug i P11 blev motoren udstyret med en permanent arbejdende turbolader og fik betegnelsen CD20T. I januar 1997 blev modelprogrammet udvidet med en sportsversion GT med en 2,0-litersmotor med 150 hk.
Alle motorerne var firecylindrede rækkemotorer. Benzinmotorerne var udstyret med 16 ventiler, som blev aktiveret ved hjælp af to overliggende, kædedrevne knastaksler. Dieselmotoren havde derimod kun 8 ventiler, som blev aktiveret af én tandremsdreven, overliggende knastaksel.

#### Tekniske data
| [ 5 ]                                          | 1.6                 | 2.0                 | 2.0 SRi/SE          | 2.0 GT               | 2.0 TD             |
| Byggeår                                        | 6/1996–8/1997       | 6/1996–8/1997       | 6/1996–8/1997       | 1/1997−8/1997        | 6/1996–8/1997      |
| Karrosserivarianter                            | Sedan, hatchback    | Sedan, hatchback    | Sedan, hatchback    | Sedan                | Sedan, hatchback   |
| Motordata                                      |                     |                     |                     |                      |                    |
| Motorkode                                      | GA16DE              | SR20DE              | SR20DE              | SR20DE               | CD20T              |
| Motortype                                      | R4-benzinmotor      | R4-benzinmotor      | R4-benzinmotor      | R4-benzinmotor       | R4-dieselmotor     |
| Antal ventiler pr. cylinder                    | 4                   | 4                   | 4                   | 4                    | 2                  |
| Ventilstyring                                  | DOHC, kæde          | DOHC, kæde          | DOHC, kæde          | DOHC, kæde           | OHC, tandrem       |
| Fødesystem                                     | Multipoint          | Multipoint          | Multipoint          | Multipoint           | Hvirvelkammer      |
| Trykladning                                    | –                   | –                   | –                   | –                    | Turbolader         |
| Køling                                         | Vandkøling          | Vandkøling          | Vandkøling          | Vandkøling           | Vandkøling         |
| Boring × slaglængde                            | 76,0 × 88,0 mm      | 86,0 × 86,0 mm      | 86,0 × 86,0 mm      | 86,0 × 86,0 mm       | 84,5 × 88,0 mm     |
| Slagvolume                                     | 1597 cm³            | 1998 cm³            | 1998 cm³            | 1998 cm³             | 1974 cm³           |
| Kompressionsforhold                            | 9,8:1               | 10,0:1              | 10,0:1              | 10,0:1               | 22,2:1             |
| Maks. effekt ved omdr./min.                    | 66 kW (90 hk) 6000  | 85 kW (115 hk) 5600 | 96 kW (130 hk) 5600 | 110 kW (150 hk) 6100 | 66 kW (90 hk) 4400 |
| Maks. drejningsmoment ved omdr./min.           | 136 Nm 4000         | 166 Nm 4800         | 173 Nm 4800         | 181 Nm 4800          | 177 Nm 2400        |
| Kraftoverførsel                                |                     |                     |                     |                      |                    |
| Drivende hjul                                  | Forhjul             | Forhjul             | Forhjul             | Forhjul              | Forhjul            |
| Gearkasse                                      | 5-trins manuel      | 5-trins manuel      | 5-trins manuel      | 5-trins manuel       | 5-trins manuel     |
| Præstationer                                   |                     |                     |                     |                      |                    |
| Topfart                                        | 178 km/t            | 198 km/t            | 205 km/t            | 218 km/t             | 174 km/t           |
| Acceleration 0-100 km/t                        | 11,7 sek.           | 9,8 sek.            | 9,6 sek.            | 8,6 sek.             | 13,9 sek.          |
| Brændstofforbrug pr. 100 km ved blandet kørsel | 7,3 liter Blyfri 95 | 7,9 liter Blyfri 95 | 7,9 liter Blyfri 95 | 8,1 liter Blyfri 95  | 6,7 liter Diesel   |

## Primera P11-120 (1997–1999)
Primera P11 fik sit første facelift allerede i september 1997, og i denne forbindelse fik modellen den interne betegnelse P11-120. P11-120 havde visse tekniske og optiske modifikationer samt mere udstyr i de enkelte udstyrsvarianter. 1,6- og 2,0-litersmotorerne fik en højere effekt, og sikkerhedsudstyret blev ligeledes forbedret. Alle 2,0-modeller fik i forbindelse med faceliftet et større bremseanlæg på forakslen med 280 mm diameter, som hidtil havde været forbeholdt GT-modellen. Derudover blev der som standardudstyr indført elektronisk bremsekraftfordeling (EBD) og sideairbags. Den faceliftede version adskilte sig kun lidt fra den oprindelige version og kunne primært kendes på de modificerede baglygter, hvor blinklysene blev gule i stedet for hvide.
I januar 1998 blev der introduceret en ny Traveller (stationcar) på basis af P11, WP11-120. Denne afløste den sideløbende med den oprindelige P11 solgte W10 Traveller og blev ligesom de øvrige versioner fremstillet i britiske Sunderland.

### Udstyrsvarianter
Udstyrsvarianterne blev også ændret i forbindelse med faceliftet. GX var nu basismodel, Si og SRi blev lagt sammen til Motion, SLX blev til Competence, SE til Ambiente og GT til TopSport. Alle versioner fik samtidig midterarmlæn på bagsædet.
Den faceliftede Primera P11 fandtes ligeledes i en på TopSport baseret specialudgave. Den hed STWline og var begrænset til 200 biler. Udstyret var det samme som i TopSport, dog suppleret med 17" alufælge (specialserie fra BBS), lædersportssæder, sænkning, aluminiumsdekorationer i kabinen.
- Bagfra
- Nissan Primera hatchback
- Nissan Primera Traveller

### Motorer
I forbindelse med faceliftet blev også motorerne modificeret. 1,6 ydede fremover 99 hk, mens 2,0 med 115 hk blev taget af programmet.

#### Tekniske data
|                                      | 1.6                          | 2.0                          | 2.0 TopSport/ STWline | 2.0 TD                       |
| Byggeår                              | 9/1997–7/1999                | 9/1997–7/1999                | 9/1997–7/1999         | 9/1997–7/1999                |
| Karrosserivarianter                  | Sedan, hatchback, stationcar | Sedan, hatchback, stationcar | Sedan                 | Sedan, hatchback, stationcar |
| Motordata                            |                              |                              |                       |                              |
| Motorkode                            | GA16DE                       | SR20DE                       | SR20DE                | CD20T                        |
| Motortype                            | R4-benzinmotor               | R4-benzinmotor               | R4-benzinmotor        | R4-dieselmotor               |
| Antal ventiler pr. cylinder          | 4                            | 4                            | 4                     | 2                            |
| Ventilstyring                        | DOHC, kæde                   | DOHC, kæde                   | DOHC, kæde            | OHC, tandrem                 |
| Fødesystem                           | Multipoint                   | Multipoint                   | Multipoint            | Hvirvelkammer                |
| Trykladning                          | –                            | –                            | –                     | Turbolader                   |
| Køling                               | Vandkøling                   | Vandkøling                   | Vandkøling            | Vandkøling                   |
| Boring × slaglængde                  | 76,0 × 88,0 mm               | 86,0 × 86,0 mm               | 86,0 × 86,0 mm        | 84,5 × 88,0 mm               |
| Slagvolume                           | 1597 cm³                     | 1998 cm³                     | 1998 cm³              | 1974 cm³                     |
| Kompressionsforhold                  | 9,8:1                        | 9,5:1                        | 10,0:1                | 22,2:1                       |
| Maks. effekt ved omdr./min.          | 73 kW (99 hk) 6000           | 96 kW (130 hk) 5600          | 110 kW (150 hk) 6100  | 66 kW (90 hk) 4400           |
| Maks. drejningsmoment ved omdr./min. | 136 Nm 4000                  | 170 Nm 4800                  | 181 Nm 4800           | 177 Nm 2400                  |
| Kraftoverførsel                      |                              |                              |                       |                              |
| Drivende hjul                        | Forhjul                      | Forhjul                      | Forhjul               | Forhjul                      |
| Gearkasse (standardudstyr)           | 5-trins manuel               | 5-trins manuel               | 5-trins manuel        | 5-trins manuel               |
| Gearkasse (ekstraudstyr)             | –                            | 4-trins automatisk           | –                     | –                            |
| Præstationer (sedan og hatchback)    |                              |                              |                       |                              |
| Topfart                              | 180 km/t                     | 205 km/t (198 km/t)          | 218 km/t              | 174 km/t                     |
| Acceleration 0-100 km/t              | 12,0 sek.                    | 9,6 sek. (11,2 sek.)         | 8,6 sek.              | 13,9 sek.                    |
| Præstationer (stationcar)            |                              |                              |                       |                              |
| Topfart                              | 175 km/t                     | 200 km/t (190 km/t)          | –                     | 170 km/t                     |
| Acceleration 0-100 km/t              | 12,8 sek.                    | 10,5 sek. (11,7 sek.)        | –                     | 14,6 sek.                    |

1. 1 2  Værdier i parentes ( ) gælder for versioner med automatgear

## Primera P11-144 (1999–2001)
Udelukkende i Europa fik Primera P11 med version P11-144 et omfangsrigt facelift. Det fandt sted i september 1999, og P11-144 kunne i modsætning til sine forgængere kendes på en modificeret front og bagende. Kabinen fik ligeledes nye sæder og instrumenter samt et nyt instrumentbræt.
På trods af store ændringer udenpå forblev modellens akselafstand og undervogn uændret, mens den udvendige længde steg med ca. 26 mm. For- og baglygterne havde klart glas, og bagagerumsklappen udstyredes med elektrisk oplåsning.
Det udvendige på stationcarversionen Traveller, som i denne version hed WP11-144, ændrede sig dog ikke lige så meget som på sedanen. Det rå karrosseris grundform forblev stort set uændret. Fortil fik Traveller den nye front, mens bagpartiet bortset fra kofangeren var overtaget uændret fra den foregående version, ligesom oplåsningen af bagklappen forblev mekanisk.
Også motorprogrammet blev ændret og visse tekniske ændringer gennemført. Sikkerhedsudstyret blev udvidet med standardmonterede gardinairbags og et modificeret bremsesystem med bremseassistent og elektronisk bremsekraftfordeling (EBD). Automatisk klimaanlæg og xenonlys blev standardudstyr på 2,0-versionerne samt 1,8 Elegance.
I slutningen af 2000 fik P11-144 en del yderligere modifikationer, hvoraf nogle var spareforanstaltninger foreskrevet af koncernsøsteren Renault. Dermed forsvandt tætningerne på motorhjelm, bagklap og forlygter. En ny ændring af bremsesystemet med en anden bremsekraftforstærker og mindre bremseskiver på bagakslen samt at Sport-modellen udgik var yderligere foranstaltninger. 1,6-litersmotoren blev ligeledes modificeret. Denne sidste version af P11-serien kunne kendes på antennen i tagets forreste del samt et modificeret rat.
I december 2001 blev P11 afløst af efterfølgeren P12.
- Bagfra
- Nissan Primera sedan
- Nissan Primera Traveller

### Udstyrsvarianter
- Basis: Centrallåsesystem (kun 1,6 og 1,8)
- Comfort: Centrallåsesystem med fjernbetjening, el-ruder, tågeforlygter (2,0: xenonlys), læderrat, radio
- Sport: Centrallåsesystem med fjernbetjening, el-ruder, tågeforlygter, sportsundervogn (kun 2,0 sedan og hatchback), sportssæder, læderrat, xenonlys, radio
- Elegance: Centrallåsesystem med fjernbetjening, el-ruder, tågeforlygter, xenonlys, træ/læder-rat, sædevarme, radio med cd-skifter, automatisk klimaanlæg
- Family: Centrallåsesystem med fjernbetjening, el-ruder, tågeforlygter, automatisk klimaanlæg, radio med cd-skifter
- Family Plus: Centrallåsesystem med fjernbetjening, el-ruder, tågeforlygter, automatisk klimaanlæg, radio med cd-skifter, xenonforlygter

### Motorer
Med introduktionen af P11-144 blev motorprogrammet igen ændret. Ved introduktionen kunne Primera for første gang i Europa fås med en firecylindret 1,8-litersmotor med 113 hk, som ligeledes var udstyret med to overliggende, kædedrevne knastaksler og 16 ventiler. Derudover udgik 2,0-litersmotoren med 130 hk af programmet og 150 hk-versionen blev neddroslet til 140 hk. 1,6-liters benzinmotoren (frem til 2000) og dieselmotoren fortsatte uændret.

#### Tekniske data
|                                                | 1.6                            | 1.6                 | 1.8                            | 2.0                             | 2.0 TD                         |
| Byggeår                                        | 8/1999–12/2000                 | 12/2000−12/2001     | 8/1999–12/2001                 | 8/1999–12/2001                  | 8/1999–12/2001                 |
| Karrosserivarianter                            | Sedan, combi coupé, stationcar | Sedan, combi coupé  | Sedan, combi coupé, stationcar | Sedan, combi coupé, stationcar  | Sedan, combi coupé, stationcar |
| Motordata                                      |                                |                     |                                |                                 |                                |
| Motorkode                                      | GA16DE                         | QG16DE              | QG18DE                         | SR20DE                          | CD20T                          |
| Motortype                                      | R4-benzinmotor                 | R4-benzinmotor      | R4-benzinmotor                 | R4-benzinmotor                  | R4-dieselmotor                 |
| Antal ventiler pr. cylinder                    | 4                              | 4                   | 4                              | 4                               | 2                              |
| Ventilstyring                                  | DOHC, kæde                     | DOHC, kæde          | DOHC, kæde                     | DOHC, kæde                      | OHC, tandrem                   |
| Fødesystem                                     | Multipoint                     | Multipoint          | Multipoint                     | Multipoint                      | Hvirvelkammer                  |
| Trykladning                                    | –                              | –                   | –                              | –                               | Turbolader                     |
| Køling                                         | Vandkøling                     | Vandkøling          | Vandkøling                     | Vandkøling                      | Vandkøling                     |
| Boring × slaglængde                            | 76,0 × 88,0 mm                 | 76,0 × 88,0 mm      | 80,0 × 88,0 mm                 | 86,0 × 86,0 mm                  | 84,5 × 88,0 mm                 |
| Slagvolume                                     | 1597 cm³                       | 1597 cm³            | 1769 cm³                       | 1998 cm³                        | 1974 cm³                       |
| Kompressionsforhold                            | 9,8:1                          |                     | 9,5:1                          | 10,0:1                          | 22,2:1                         |
| Maks. effekt ved omdr./min.                    | 73 kW (99 hk) 6000             | 78 kW (106 hk) 6000 | 83 kW (113 hk) 5600            | 103 kW (140 hk) 5800            | 66 kW (90 hk) 4400             |
| Maks. drejningsmoment                          | 136 Nm 4000                    | 140 Nm 4000         | 158 Nm 2800                    | 181 Nm 4800                     | 177 Nm 2400                    |
| Kraftoverførsel                                |                                |                     |                                |                                 |                                |
| Drivende hjul                                  | Forhjul                        | Forhjul             | Forhjul                        | Forhjul                         | Forhjul                        |
| Gearkasse (standardudstyr)                     | 5-trins manuel                 | 5-trins manuel      | 5-trins manuel                 | 5-trins manuel                  | 5-trins manuel                 |
| Gearkasse (ekstraudstyr)                       | –                              | –                   | –                              | Trinløs CVT                     | –                              |
| Præstationer (sedan og hatchback)              |                                |                     |                                |                                 |                                |
| Topfart                                        | 180 km/t                       | 186 km/t            | 196 km/t                       | 210 km/t (202 km/t)             | 174 km/t                       |
| Acceleration 0-100 km/t                        | 12,0 sek.                      | 12,0 sek.           | 11,0 sek.                      | 9,6 sek. (11,5 sek.)            | 14,0 sek.                      |
| Brændstofforbrug pr. 100 km ved blandet kørsel | 7,2 liter Blyfri 95            |                     | 7,3 liter Blyfri 95            | 8,1 liter (8,5 liter) Blyfri 95 | 6,5 liter Diesel               |
| CO2-udslip ved blandet kørsel                  | 186 g/km                       |                     | 180 g/km                       | 195 g/km (206 g/km)             | 179 g/km                       |
| Præstationer (stationcar)                      |                                |                     |                                |                                 |                                |
| Topfart                                        | 176 km/t                       | –                   | 191 km/t                       | 205 km/t (195 km/t)             | 170 km/t                       |
| Acceleration 0-100 km/t                        | 12,8 sek.                      | –                   | 11,7 sek.                      | 11,5 sek. (12,0 sek.)           | 14,6 sek.                      |
| Brændstofforbrug pr. 100 km ved blandet kørsel | 7,5 liter Blyfri 95            | –                   | 7,4 liter Blyfri 95            | 8,3 liter (8,7 liter) Blyfri 95 | 6,7 liter Diesel               |
| CO2-udslip ved blandet kørsel                  | 194 g/km                       | –                   | 186 g/km                       | 200 g/km (211 g/km)             | 186 g/km                       |

1. 1 2  Værdier i parentes gælder for versioner med CVT-gear

## Sikkerhed
Det svenske forsikringsselskab Folksam vurderer flere forskellige bilmodeller ud fra oplysninger fra virkelige ulykker, hvorved risikoen for død eller invaliditet i tilfælde af en ulykke måles. I rapporterne Hur säker är bilen? er/var Primera i årgangene 1997 til 2002 klassificeret som følger:
- 2005: Mindst 15 % bedre end middelbilen[8]
- 2007: Som middelbilen[9]
- 2009: Som middelbilen[10]
- 2011: Som middelbilen[11]
- 2013: Mindst 40 % dårligere end middelbilen[12]
- 2015: Mindst 40 % dårligere end middelbilen[13]
- 2017: Mindst 20 % dårligere end middelbilen[14]

## Motorsport
Nissan Primera P11 blev fra 1997 benyttet i mange forskellige rallyløb verden over, og blev til dette formål udviklet på basis af seriemodellen Primera GT. Den gjorde bl.a. tjeneste i Sverige, Sydafrika, Japan og Tyrkiet. Også i det tyske STW og det britiske BTCC optrådte Primera. Bilerne var forhjulstrukne og opbygget af firmaet Ray Mallock Limited. Motoren var en SR20DE, som til rallybrug var optimeret til 320 hk.
I BTCC havde rally-Primera'en i 1998-sæsonen mærkemesterskabet og opnåede med Anthony Reid bag rattet en 2. plads. Den følgende sæson kunne Nissan igen sikre sig konstruktørmesterskabet, og kørerne Laurent Aïello og David Leslie opnåede hhv. 1. og 2. pladsen. Med denne succes havde Nissan nået sit mål, og fabrikanten forlod efterfølgende rallyserierne.
I STW 1997 blev P11 for første gang indsat som erstatning for den forældede forgænger P10. Dermed kunne Nissan øge sin succes og forlod STW efter den hidtil mest succesfulde 1998-sæson, hvor kørerne Roland Asch og Michael Krumm havde vundet 8. og 9. pladserne.